# Феофілакт Рангаве (співімператор)
Феофілакт Рангаве (бл. 793 — 15 січня 849) — співімператор Візантійської імперії.

## Життєпис
По батьківській лінії пов'язаний з родом Рангаве, по материнській — династією Никифора. Син Михайла Рангаве та Прокопії (доньки імператора Никифора I). Народився близько 793 року в Константинополі. У 811 році його батько стає візантійським імператором. У грудні того ж року Феофілакт отримав титул співімператора. Незабаром було відправлено посольство до франкського імператора Карла I Великого, де серед інших питань повинно було розглядатися влаштування шлюбу між співімператором Феофілактом та однією з франкських принцес.
Через нетривалий політичний та військовий досвід Феофілакт Рангаве лише поступово навчався державницьким справам. Цей процес 813 року перервав заколот на чолі із військовиком Львом Вірменином. Феофілакта разом з його братом Никитою було схоплено і кастровано, а потім заслано на острів Проті (за іншими відомостями — Платі), один із Принцевих островів, де Феофілакт став ченцем під ім'ям Євстратій. Жив у засланні до самої смерті у 849 році.